# Fredrik Wennersten
Fredrik Wennersten, född 26 januari 1809 i Grevbäcks socken, död 18 juni 1880 i Kinneveds socken, var en svensk präst.
Wennersten studerade vid Uppsala universitet från 1826 och prästvigdes 1829. Han utsågs 1843 till komminister i Sandhems församling och 1847 i Hassle församling. Han tog pastoralexamen 1852 och utnämndes 1856 till kyrkoherde i Kinneveds och Vårkumla församlingar med tillträde 1859. Detta ämbete innehade han till sin död.
Vid prästmötet i Skara 1865 var Wennersten en av opponenterna över skriften Teologiska studier öfwer Uppenbarelsen och den Heliga Skrift av doktor Säwe. Han angrep därvid kraftfullt Säwes åsikt att det "vid vetenskapens närvarande ståndpunkt torde vara förgäfves att påstå, att Bibeln till hela sin både materiella och formella del är omedelbar gudomlig ingifvelse".
Fredrik Wennersten var son till komminister Johan Wennersten (1772-1809) och hans maka Lovisa Tengberg (född 1782), och kusin till kyrkoherden Anders Magnus Wennersten. Han var från 1837 gift med Ulrika, född Holmström, och de fick sju barn. Ett porträtt av Wennersten hänger i sakristian i Kinneveds kyrka.